# 틸로케팔레
틸로케팔레(Tylocephale) ("부푼 머리"라는 의미. '혹' 을 의미하는 그리스어 틸로 τυλη 와 '머리'를 의미하는 케팔레 κεφαλη 의 합성어)는 후두류 공룡의 한 속으로 백악기 후기에 살았다. 초식성 공룡이었으며 몸길이는 1.4 미터 정도로 추정된다. 후두류 공룡들 중 가장 높은 돔을 가지고 있다.
틸로케팔레는 약 7500만년 전, 샹파뉴절에 살았다. 화석은 몽골의 쿨산 지역에서 발견되었다. 모식종은 T. gilmorei 로, 마리안스카와 오스몰스카가 1974년에 보고하였다.
파키케팔로사우루스과 공룡은 아시아에서 진화하여 북아메리카로 이주하였다. 틸로케팔레는 아마도 아시아로 거꾸로 이주했을 것이다. 틸로케팔레는 프레노케팔레와 근연관계이다.

## 참고 문헌
1. ↑  Sullivan, R.M (2006). "A taxonomic review of the Pachycephalosauridae (Dinosauria: Ornithischia)." in: Lucas, S. G. and Sullivan, R.M., eds., (2006), Late Cretaceous vertebrates from the Western Interior. New Mexico Museum of Natural History and Science Bulletin 35.
2. ↑  Dixon, Dougal (2007). 《The world encyclopedia of dinosaurs & prehistoric creatures》 Haback판. London: Lorenz. 357쪽. ISBN 978-0754817307.